# مايك مكنيل (لاعب كرة قدم أمريكية)
مايك مكنيل (بالإنجليزية: Mike McNeill)‏ هو لاعب كرة قدم أمريكية أمريكي، ولد في 7 مارس 1989 في كيركوود في الولايات المتحدة.

## وصلات خارجية
- مايك مكنيل على موقع مرجع كرة القدم المحترفة.كوم (الإنجليزية)